# チューリング完全
計算理論においてチューリング完全（チューリングかんぜん、英語: Turing-complete）あるいは計算完備とは、計算モデルが万能チューリングマシンと同じ計算能力をもっていることを指す。
チャーチ＝チューリングのテーゼによれば「計算可能関数」は、それを計算しようとする計算モデルがチューリング完全であれば計算できる。
一般的なプログラミング言語の背景にある計算モデルの多くはチューリング完全である。一見単純な機能しか持たない言語がチューリング完全な例としては、Lazy K、Brainfuckなどがある。究極的に単純な計算モデルとしては「ウルフラムの2状態3記号チューリングマシンがチューリング完全であると証明されている。
チューリング完全かどうかという事は、計算可能性理論の問題である。計算複雑性の分野の問題である時間や記憶容量の消費量については考えない。表計算における数式の処理などで、繰り返し処理をどうやっても実現できなければそれはチューリング完全ではない。

## 理論
チューリングマシン以外にチューリング完全な計算モデルとしては、ラムダ計算やμ再帰関数やマルコフアルゴリズムなどが挙げられる。ラムダ計算がチューリング完全であることを証明する上で重要な点は、Yコンビネータによりラムダ計算の範囲内で再帰ができ、これがループと等価な能力をもつことである。
チューリング完全性に関する重要なトピックとして、チャーチ＝チューリングのテーゼが挙げられる。
スティーブン・ウルフラムは、以前からこういった問題を追求していたことで知られる一人だが、最も単純でありながらチューリング完全であろう計算モデルとして、2状態3記号のチューリングマシン、「2, 3 チューリングマシン」に目を付け、2007年にその万能性（あるいはその否定）の証明に2万5000ドルの懸賞金をかけた。問題提起から47日後、バーミンガム大学コンピューター科学部の学生だったアレックス・スミスが肯定的（万能である、とする）証明を提出し、懸賞は確定した。

## 性質
チューリングマシンの重要な性質として、停止性問題が挙げられる。
まず、チューリングマシンは、必ず計算を完了できるわけではない。プログラミングの分野で無限ループなどと呼ばれるようなものであるが、計算が止まらないこともある。計算理論ではそのような可能性のあるものを手続きと呼び、有限の時間内に必ず停止するアルゴリズムと区別することがある。ここで、計算が止まるかどうかという判定問題を、あらかじめ決定する手順がないというのが停止性問題の証明するところである。
停止性問題の否定的な結論は、計算可能であることの限界を示している。しかし、それはある意味であたりまえの結果である。なぜなら、たとえば「これこれの条件を満たす自然数は存在しない」という形をした数学の未解決問題があったとする。自然数は 1, 2, 3, … というようにして数え上げが可能であるし、数学の問題にある「これこれの条件を満たす」というような条件は、コンピュータプログラム中の数式と条件判断として記述できるであろう。もし、どんなコンピュータプログラムでも止まるかどうかが判定できるのであれば、「その条件を満たす自然数を見つけたら止まる」というプログラムが停止するかどうかを判定することで、そのような数学の問題が解決できてしまうことになる。そのように考えれば、停止性問題の結論が否定的であるのはあたりまえと言えよう。

## 例
en:Rule 110はチューリング完全であることがen:Matthew Cookによって証明された。